# Rennes-le-Château
Rennes-le-Château er en lille fransk landsby og en commune i departementet Aude i Languedoc i det sydvestlige Frankrig. Byen er internationalt kendt og flere tusinde turister besøger byen hvert år.
Byen er desuden kendt for mysteriet om præsten Saunieres hemmelighed. Der er gennem årene skrevet et utal af bøger om denne by og det mysterium, der hører til den.